# Paulo Pombo de Carvalho
Paulo Pombo de Carvalho (Viseu, São Cosmado - Armamar, Armamar) foi um orfeonista e tuno português.

## Biografia
Foi membro do Orfeão Universitário do Porto, da Orquestra Universitária de Tangos e da Tuna Universitária do Porto.
Compôs em 1937, em coautoria com Aureliano da Fonseca as músicas Nosso Encontro e Amores de Estudante que é considerada por muitos como o hino dos estudantes em Portugal.
Em 1962 na passagem do 25.º aniversário da criação de "Amores de Estudante", os autores compõem Saudade de Estudante.
De 1957 a 1959, foi presidente do Futebol Clube do Porto.
Em 2013 a banda de rock UHF faz uma versão punk rock da música Amores de Estudante. O autor da música, Aureliano da Fonseca, então com 98 anos, foi convidado especial na estreia ao vivo desta versão num concerto realizado na Casa da Música no Porto.